# Derek Oulton
Sir Antony Derek Maxwell Oulton (14 de outubro de 1927 – 1 de agosto de 2016) foi um funcionário do sênior civis britânico, que era Secretário Permanente do Departamento do Lord Chancellor e Clerk of the Crown em Chancery, Reino Unido de 1982 a 1989.[carece de fontes?]